# Hội Thừa sai Việt Nam
Hội Thừa sai Việt Nam là một tổ chức truyền giáo của Hội đồng Giám mục Việt Nam, thành lập năm 1971, với mục đích đào tạo và hướng dẫn các vị truyền giáo Việt Nam, để họ ra đi loan báo Phúc Âm giữa lương dân, chia sẻ với Giáo hội Công giáo bổn phận truyền giáo cho các dân tộc.
Sau khi Việt Nam thống nhất vào năm 1975, sinh hoạt của Hội này bị ngưng trệ một thời gian dài, cho đến ngày 5 tháng 10 năm 1998, Hội mới đệ trình một thỉnh nguyện thư lên Hồng y Phaolô Giuse Phạm Đình Tụng - khi ấy là Chủ tịch Hội đồng Giám mục Việt Nam - xin can thiệp với Hội đồng Giám mục để Hội được sinh hoạt trở lại. Thỉnh nguyện thư đã được Hội đồng Giám mục chấp thuận trong khóa họp tháng 10 năm 1999, và trao cho Giám mục Phêrô Trần Đình Tứ, Giám mục Giáo phận Phú Cường đặc trách. Năm 2007, Hội Thừa sai Việt Nam đã có giấy chứng nhận đăng ký hoạt động tôn giáo bởi Ban Tôn giáo Chính phủ Việt Nam.
Hiện tại, giám mục đặc trách Hội Thừa sai là Giám mục Anphong Nguyễn Hữu Long, nhiệm kỳ 2022–2025.